# Diamesa quadridens
Diamesa quadridens är en tvåvingeart som först beskrevs av Linevich 1963.  Diamesa quadridens ingår i släktet Diamesa och familjen fjädermyggor. Inga underarter finns listade i Catalogue of Life.